# ロバート・キルシュナー
ロバート・キルシュナー（Robert Kirshner、1949年8月15日 - ）は、アメリカ合衆国の天文学者、ハーバード大学のハーバード・スミソニアン天体物理学センターのクロウズ科学講座教授(the Clowes Professor of Science)。キルシュナーの業績は、超新星や超新星残骸の物理学、観測可能な宇宙の大規模構造、新星を用いた宇宙の拡張の計測など、天文学の様々な領域に及んでいる。

## 概要
1981年、オーガスト・エムラー・ジュニア(Augustus Oemler, Jr.)、ポール・シェクター(Paul Schechter)、スティーヴン・シェクトマン(Stephen Shectman)とともに、キルシュナーは、銀河の赤方偏移を調査して、うしかい座ボイドを発見した。キルシュナーは、銀河外の新星の観測を用いて宇宙の加速的膨張の検証に取り組む国際的なチームであるハイゼッド超新星捜索チーム(High-z Supernova Search Team)の一員であった。宇宙の膨張が加速しているということは、ダーク（暗黒）エネルギーが存在することを意味しており、『サイエンス』誌はこの発見を1998年最大の科学的ブレイクスルーであると評価した。
キルシュナーは、The Extravagant Universe : Exploding Stars, Dark Energy, and the Accelerating Cosmos （2002年：ISBN 978-0-691-05862-7：邦訳『狂騒する宇宙―ダークマター、ダークエネルギー、エネルギッシュな天文学者』）の著者であり、1988年から米国科学アカデミー会員となっている。2004年から2006年にかけて、アメリカ天文学会会長を務めた。
キルシュナーは、ハーバード・カレッジで天文学を学んで1970年に「優秀賞」にあたる "magna cum laude" で学士(A.B.)を得た後、カリフォルニア工科大学に移って天文学専攻でPh.D.を取得した。1985年に教員としてハーバードに戻るまで、キットピーク国立天文台勤務を経験し、9年間ミシガン大学で教えていた。
キルシュナーの妻は、映画『アトミック・カフェ』の共同製作者であったジェーン・ローダーである。ローダーとキルシュナーの初対面は1982年であったが、1995年にキルシュナーがローダーのウェブサイトを訪れたことがきっかけで交際に発展し、ふたりは1999年にテキサス州ダラスで挙式した。2001年から2007年にかけて、キルシュナーとローダーの夫妻は、ハーバード大学の12ある学部学生用寄宿舎のひとつ、クインシー・ハウス(Quincy House)の寮監を務めた。
キルシュナーは、作家でテレビ・プロデューサーのレベッカ・ランド・キルシュナー(Rebecca Rand Kirshner)の父である。

## 受賞歴
- 2007年 - グルーバー賞宇宙論部門 （超新星宇宙計画の共同研究者のひとりとして）
- 2011年 - ハイネマン賞天体物理学部門
- 2014年 - ジェームズ・クレイグ・ワトソン・メダル
- 2015年 - ウルフ賞物理学部門